# Robert Loggia
Salvatore Loggia (Nova York, 3 de gener de 1930 - Los Angeles, 4 de desembre de 2015), més conegut com a Robert Loggia, va ser un actor i director de cinema estatunidenc, generalment reconegut pels seus papers com a secundari. Va ser nominat en dues ocasions al premi Emmy, en 1990 per la sèrie Mancuso, FBI i en 2001 per Malcolm in the Middle, i a un premi Óscar en la categoria de millor actor de repartiment pel seu treball en Al caient de la sospita (1985).

## Primers anys
Loggia, d'ascendència italiana, va néixer en Staten Island, Nova York, fill d'Elena Blandino, mestressa de casa, i Benjamin Loggia, un sabater, tots dos nascuts a Sicília, Itàlia. Després d'estudiar en Wagner College i periodisme a la Universitat de Missouri (generació de 1951), i servir en l'armada nord-americana, va començar una llarga carrera com a actor en pel·lícules, teatre i televisió.

## Carrera
Loggia va començar com a conductor de ràdio i televisió en el Panamà Canal Zone. La seva primera aparició destacada va ser quan va interpretar a Elfego Baca, un advocat nord-americà en "Walt Disney anthology televisió seriïs". Poc després, ja com a actor principal, va encarnar al proverbial lladregot penedit en la sèrie de curta durada T.H.I. Cat.
Alguns dels seus crèdits en televisió inclouen sèries com Overland Trail, Target: The Corruptors!, The Eleventh Hour, Breaking Point, Combat!, Custer, Columbo, Starsky and Hutch, Els Àngels de Charlie, The Rockford Files (tres vegades, fent tres personatges diferents), Magnum, P.I., Quincy EM, Els Soprano, i la mini-serie Wild Palms d'Oliver Stone.
Com a actor de cinema ha treballat en pel·lícules com Somebody Up There Likes Me (Marcat per l'odi), An Officer and a Gentleman (Oficial i cavaller), Scarface, L'honor dels Prizzi, Independence Day, Necessary Roughness, Return to Me, Armed and Dangerous, Over the Top i Big (per la qual va guanyar un Premis Saturn al millor actor de repartiment). En 1985, Loggia va ser nominat al premi Oscar com a Millor actor de repartiment per la seva interpretació del malhumorat detectiu privat Sam Ranson en el thriller Jagged Edge. Va ser nominat a l'Emmy en 1989 pel seu paper com l'agent de l'FBI Nick Mancuso en la sèrie Mancuso, FBI, una continuació de la miniserie de l'any anterior, Favorite Són. També va fer de gánster en dues ocasions, fent la veu de Sykes en Oliver & Company (1988), i com Mr. Eddy en Lost Highway (1997) de David Lynch, una pel·lícula on va treballar novament al costat de Bill Pullman.
En 1999, va aparèixer en un comercial satíric sobre les celebritats. En ell, un jove nomena a Loggia com algú en qui confiaria com per recomanar suc de taronja Minute Maid; Robert Loggia apareix instantàniament i promociona el producte, el jove exclama "Wow, Robert Loggia!". Més tard es faria referències a aquest comercial en un capítol de Malcolm in the MIddle en el qual Loggia té una participació com convidat fent del "Avi Victor" (paper pel qual va rebre la seva segona nominació a l'Emmy); en aquest capítol, Loggia pren un glop de suc, després ho escup, queixant-se de la polpa. Loggia també ha estat parodiat en un capítol de Family Guy titulat "Peter's Two Dads".
A més del seu paper en Oliver & Company (1988), ha tingut altres treballs com a actor de veu. Un paper freqüent en la comèdia animada de Adult Swim, Tom Goes to the Major; com el deshonesto Ray Machoski en el videojoc Grand Theft Auto III; com l'Almirall Petrarch en FreeSpace 2; com el narrador de Scarface: The World is Yours; i en la pel·lícula d'animi A Dog of Flanders (1997).
Va morir el 4 de desembre de 2015 a Los Angeles. Durant els seus últims cinc anys de vida va patir la malaltia d'Alzheimer.

## Filmografia
| Any  | Títol                                     | Paper                      | Notes                                                                                                   |
| ---- | ----------------------------------------- | -------------------------- | --- |
| 1956 | Somebody Up There Likes Me                | Frankie Peppo              | Cameo.                                                                                                  |
| 1957 | Bèsties de la ciutat                      | Tulio Renata               | Cinema negre, dirigit per Vincent Sherman i Robert Aldrich, i escrita per Lester Velie i Harry Kleiner. |
| 1958 | Cop Hater                                 | Detectiu Steve Carelli     | basat en la novel·la de 1956 Cop Hater d' Ed McBain                                                     |
| 1958 | The Lost Missile                          | Dr. David Loring           | Cinema de ciència-ficció, dirigit per William A. Berke's fill, Lester Wm. Berke                         |
| 1963 | Pistoles a la frontera                    | Johnny Quatro              | |
| 1965 | The Greatest Story Ever Told              | Joseph                     | Cinema èpic, produït i dirigit per George Stevens.                                                      |
| 1966 | The Three Sisters                         | Solyony                    | Dirigit per Paul Bogart.                                                                                |
| 1966 | Elfego Baca: Six Gun Law                  | Elfego Baca                | |
| 1969 | Che!                                      | Faustino Morales           | Cinema biogràfic, dirigit per Richard Fleischer, i protagonitzat per Omar Sharif                        |
| 1974 | Posa-hi l'altra galta                     | Marches Gonzaga            | comèdia italiana                                                                                        |
| 1977 | Speedtrap                                 | Spillano                   | pel·lícula d'acció.                                                                                     |
| 1977 | First Love                                | John March                 | pel·lícula romàntica                                                                                    |
| 1978 | La venjança de la Pantera Rosa            | Al Marchione               | El sisè film de la sèrie The Pink Panther                                                               |
| 1980 | The Ninth Configuration                   | Tinent Bennish             | dirigit per William Peter Blatty                                                                        |
| 1980 | Flatfoot in Egypt                         | Edward Burns               | dirigit per Stefano Vanzina                                                                             |
| 1981 | S.O.B.                                    | Herb Maskowitz             | comèdia escrita i dirigida per Blake Edwards.                                                           |
| 1982 | Oficial i cavaller                        | Byron Mayo                 | drama romàntic                                                                                          |
| 1982 | Darrere la pista de la Pantera Rosa       | Bruno Langois              | El setè film de la sèrie The Pink Panther                                                               |
| 1983 | Psycho II                                 | Dr. Bill Raymond           | Pel·lícula de terror dirigida per Richard Franklin, i escrita per Tom Holland.                          |
| 1983 | Curse of the Pink Panther                 | Bruno Langois              | Hi ha un cameo de Roger Moore – com a Clouseau – al final del film.                                     |
| 1983 | Scarface                                  | Frank Lopez                | drama, dirigit per Brian De Palma, i escrit per Oliver Stone, remake del fim de 1932                    |
| 1985 | Prizzi's Honor                            | Eduardo Prizzi             | dirigit per John Huston.                                                                                |
| 1985 | Jagged Edge                               | Sam Ransom                 | thriller dirigit per Richard Marquand.                                                                  |
| 1986 | Armed and Dangerous                       | Michael Carlino            | dirigit per Mark L. Lester.                                                                             |
| 1986 | Així és la vida                           | pare Baragone              | |
| 1987 | Over the Top                              | Jason Cutler               | |
| 1987 | Hot Pursuit                               | Mac MacClaren              | comèdia dirigida per Steven Lisberger, i escrita per Lisberger i Steven Carabatsos.                     |
| 1987 | The Believers                             | Tinent Sean McTaggert      | film de terror, dirigit per John Schlesinger.                                                           |
| 1987 | Gaby: A True Story                        | Michel Brimmer             | drama biografic, dirigit per Luis Mandoki.                                                              |
| 1987 | Amazon Women on the Moon                  | General McCormick          | |
| 1988 | Big                                       | Mr. MacMillan              | comèdia fantàstica, dirigida per Penny Marshall                                                         |
| 1988 | Oliver and Company                        | Sykes                      | |
| 1989 | Relentless                                | Bill Malloy                | dirigit per William Lustig.                                                                             |
| 1989 | Triumph of the Spirit                     | Pare Arouch                | |
| 1990 | Opportunity Knocks                        | Milt Malkin                | Comèdia dirigida per Donald Petrie.                                                                     |
| 1991 | The Marrying Man                          | Lew Horner                 | Comèdia romàntica dirigida per Jerry Rees, i escrita per Neil Simon.                                    |
| 1991 | Necessary Roughness                       | Coach Wally Rig            | comèdia dirigida per Stan Dragoti                                                                       |
| 1992 | Gladiator                                 | Pappy Jack                 | drama, dirigit per Rowdy Herrington.                                                                    |
| 1992 | Innocent Blood                            | Sallie "The Shark" Macelli | comèdia de terror, dirigida per John Landis, i escrita per Michael Wolk                                 |
| 1992 | Spies Inc.                                | Mac                        | |
| 1993 | Flight from Hell-The Rescue of Flight 771 | Capità Gordon Vette        | |
| 1994 | Bad Girls                                 | Frank Jarrett              | Wester, dirigit per Jonathan Kaplan.                                                                    |
| 1994 | The Last Tattoo                           | Cmdr. Conrad Dart          | |
| 1994 | I Love Trouble                            | Matt Greenfield            | |
| 1995 | A sang freda                              | Gordon                     | comèdia negra/thriller, dirigit per Wallace Wolodarsky.                                                 |
| 1995 | Man with a Gun                            | Philip Marquand            | |
| 1996 | Independence Day                          | General William Grey       | film epic dirigit per Roland Emmerich.                                                                  |
| 1997 | Carretera perduda                         | Mr. Eddy / Dick Laurent    | thriller, dirigit per David Lynch.                                                                      |
| 1997 | Smilla, el missatge de la neu             | Moritz Jasperson           | |
| 1997 | The Dog of Flanders                       | Avi Jehan                  | |
| 1997 | The Don's Analyst                         | Don Vito Leoni             | |
| 1998 | Wide Awake                                | Avi Beal                   | Comèdia dramàtica, escrita i dirigida per M. Night Shyamalan,                                           |
| 1998 | Promeses incomplides                      | Hannibal Thurman           | |
| 1998 | Holy Man                                  | John McBainbridge          | Comèdia, dirigida per Stephen Herek.                                                                    |
| 1998 | Hard Time                                 | Connie Martin              | Thriller dirigit, i protagonitzat per Burt Reynolds.                                                    |
| 1999 | The Suburbans                             | Jules                      | Comèdia dramatic                                                                                        |
| 1999 | Flypaper                                  | Marvin                     | |
| 1999 | American Virgin                           | Ronny                      | Dirigit per Jean-Pierre Marois.                                                                         |
| 2000 | Return to Me                              | Angelo Pardipillo          | comèdia dramàtica, dirigida per Bonnie Hunt.                                                            |
| 2001 | Dodson's Journey                          | Opti Dodson                | |
| 2001 | The Shipment                              | Frank Colucci              | |
| 2001 | All Over Again                            | Zack                       | |
| 2005 | The Deal                                  | Jared Tolson               | thriller dirigit per Harvey Kahn.                                                                       |
| 2006 | Funny Money                               | Feldman                    | Comèdia, dirigida per Leslie Greif.                                                                     |
| 2006 | Rain                                      | Jake Marvin                | |
| 2006 | Forget About It                           | Carl Campobasso            | Dirigida per BJ Davis.                                                                                  |
| 2006 | Wild Seven                                | Mackey Willis              | |
| 2008 | The Boneyard Collection                   |                            | |
| 2008 | The Least Of These                        | Father William Jennings    | |
| 2009 | Shrink                                    | Dr. Robert Carter          | comèdia dramàtica, dirigida per Jonas Pate.                                                             |
| 2010 | Harvest                                   | Siv                        | |
| 2010 | Obituary of the Sun                       | Samuel Levine              | |
| 2011 | Fake                                      | Seamus White               | |
| 2011 | The Grand Theft                           | General McAvoy             | |
| 2011 | The Great Fight                           | Dr. Salvatore Reno         | |
| 2011 | The Life Zone                             | John Lation / Satan        | |
| 2012 | Apostle Peter and the Last Supper         | Apostle Peter              | |
| 2012 | Tim and Eric's Billion Dollar Movie       | Tommy Schlaaang            | |
| 2012 | The Diary of Preston Plummer              | John Percy                 | |
| 2012 | Margarine Wars                            | avi Griswold               | |
| 2013 | Real Gangsters                            | Gaitanno 'Tanno'           | |
| 2014 | Snapshot                                  | Paul Grady                 | |
| 2014 | Scavenger Killers                         | Dr. Montgomery             | |
| 2014 | An Evergreen Christmas                    | Pops                       | |
| 2014 | The Big Fat Stone                         | Parer Walter               | |
| 2015 | Bleeding Hearts                           | Xèrif Wilson               | |
| 2015 | No Deposit                                | Sydney Fischer             | |
| 2015 | Sicilian Vampire                          | Santino Trafficante Sr.    | Pel·lícula de terror, dirigida i protagonitzada per Frank D'Angelo.                                     |
| 2016 | Independence Day: Resurgence              |                            | |
| 2016 | The Red Maple Leaf                        | Patrick Adams Senior       | |
| 2016 | Cries of the Unborn                       | Mr. Lation                 | |